# طواف أمجين كاليفورنيا 2016
طواف أمجين كاليفورنيا 2016 (بالإنجليزية: 2016 Tour of California)‏ هو سباق دراجات هوائية، وهو الموسم رقم 2 من نفس السباق، وأقيم خلال الفترة 19 مايو 2016، وحتى 22 مايو 2016، وامتدّ لمسافة 318.3 كيلومتر، وهو أحد سباقات طواف العالم للدراجات للنساء 2016، وهو من نوع سباق الدراجات، وقد شارك في السباق 106 متسابقاً ووصل إلى نهايته 86 متسابقاً.
فاز فيه بالمركز الأول ميغان غوارنير، وبالمركز الثاني كريستين آرمسترونغ، وبالمركز الثالث إيفلين ستيفنز.

## الفرق
| فرق سيدات محترفة (17)- بيبينك ‏ - إس دي وركس ‏ - كانيون–إس آر إيه إم ‏ - Colavita–HelloFresh ‏ - Cylance Pro Cycling (women's team) ‏ - دروبز 2016 ‏ - Hagens Berman–Supermint ‏ - هايتك بوردكتس 2016 ‏ - Podium Ambition Pro Cycling ‏ - ليف ريسينغ ‏ - رالي سايكلنج للسيدات 2016 ‏ - EF Education–Tibco–SVB ‏ - Virginia's Blue Ridge–TWENTY24 ‏ - UnitedHealthcare Pro Cycling (women's team) ‏ - DNA Pro Cycling ‏ - Weber La Segunda Ladies Power Team ‏ - Wiggle High5 Pro Cycling ‏ فريق وطني- فريق الولايات المتحدة لركوب الدراجات للسيدات 2016‏ |  |
| |  |

## المراحل
| قائمة المراحل | قائمة المراحل | قائمة المراحل                   | قائمة المراحل               | قائمة المراحل | قائمة المراحل      | قائمة المراحل |
| المرحلة       | التاريخ       | الدورة                          |                             | المسافة (كم)  | الفائز بالمرحلة    | القائد العام  |
| ------------- | ------------- | ------------------------------- | --------------------------- | ------------- | ------------------ | ------------- |
| 1             | 19 مايو       | سووث لاك تاهوي – سووث لاك تاهوي | مرحلة جبلية                 | 117           | ميغان غوارنير      | ميغان غوارنير |
| 2             | 20 مايو       | فولسوم – فولسوم                 | سباق الطريق ضد الساعة للفرق | 20.3          | Twenty16-Ridebiker | ميغان غوارنير |
| 3             | 21 مايو       | سانتا روسا – سانتا روسا         | مرحلة جبلية                 | 111           | ماريان فوس         | ميغان غوارنير |
| 4             | 22 مايو       | ساكرامنتو – ساكرامنتو           | مرحلة مستوية                | 66            | كيرستن وايلد       | ميغان غوارنير |

## النتيجة

### مرحلة 1
أجريت في 19 مايو 2016، وامتدّت لمسافة 117 كيلومتر.
| التصنيف العام | التصنيف العام     | التصنيف العام    | التصنيف العام            | التصنيف العام |        |
| الدراج        | الدراج            | البلد            | الفريق                   | الوقت         | السرعة |
| ------------- | ----------------- | ---------------- | ------------------------ | ------------- | ------ |
| 1.            | ميغان غوارنير     | الولايات المتحدة | Boels Dolmans            | 3 س 04 د 57 ث |        |
| 2.            | إيما جوهانسون     | السويد           | Wiggle High5             | + 10 ث        |        |
| 3.            | كريستين آرمسترونغ | الولايات المتحدة | Twenty16-Ridebiker       | + 18 ث        |        |
| 4.            | إيفلين ستيفنز     | الولايات المتحدة | Boels Dolmans            | + 22 ث        |        |
| 5.            | ماريان فوس        | هولندا           | Rabo Liv Women           | + 22 ث        |        |
| 6.            | روسيلا راتو       | إيطاليا          | Cylance                  | + 28 ث        |        |
| 7.            | كورين ريفيرا      | الولايات المتحدة | UnitedHealthcare Women's | + 28 ث        |        |
| 8.            | شارا جيلو         | أستراليا         | Rabo Liv Women           | + 30 ث        |        |
| 9.            | تايلر وايلز       | الولايات المتحدة | Orica-AIS                | + 30 ث        |        |
| 10.           | كاتي هال          | الولايات المتحدة | UnitedHealthcare Women's | + 30 ث        |        |

### مرحلة 2
أجريت في 20 مايو 2016، وامتدّت لمسافة 20.3 كيلومتر.
| التصنيف العام | التصنيف العام     | التصنيف العام    | التصنيف العام            | التصنيف العام |        |
| الدراج        | الدراج            | البلد            | الفريق                   | الوقت         | السرعة |
| ------------- | ----------------- | ---------------- | ------------------------ | ------------- | ------ |
| 1.            | ميغان غوارنير     | الولايات المتحدة | Boels Dolmans            | 3 س 32 د 36 ث |        |
| 2.            | كريستين آرمسترونغ | الولايات المتحدة | Twenty16-Ridebiker       | + 12 ث        |        |
| 3.            | إيفلين ستيفنز     | الولايات المتحدة | Boels Dolmans            | + 22 ث        |        |
| 4.            | ليا توماس         | الولايات المتحدة | Twenty16-Ridebiker       | + 44 ث        |        |
| 5.            | كورين ريفيرا      | الولايات المتحدة | UnitedHealthcare Women's | + 47 ث        |        |
| 6.            | كاتي هال          | الولايات المتحدة | UnitedHealthcare Women's | + 49 ث        |        |
| 7.            | ماريان فوس        | هولندا           | Rabo Liv Women           | + 50 ث        |        |
| 8.            | كلو ديجيرت        | الولايات المتحدة | Twenty16-Ridebiker       | + 53 ث        |        |
| 9.            | شارا جيلو         | أستراليا         | Rabo Liv Women           | + 58 ث        |        |

### مرحلة 3
أجريت في 21 مايو 2016، وامتدّت لمسافة 111 كيلومتر.
| التصنيف العام | التصنيف العام     | التصنيف العام    | التصنيف العام            | التصنيف العام |        |
| الدراج        | الدراج            | البلد            | الفريق                   | الوقت         | السرعة |
| ------------- | ----------------- | ---------------- | ------------------------ | ------------- | ------ |
| 1.            | ميغان غوارنير     | الولايات المتحدة | Boels Dolmans            | 6 س 25 د 24 ث |        |
| 2.            | كريستين آرمسترونغ | الولايات المتحدة | Twenty16-Ridebiker       | + 15 ث        |        |
| 3.            | إيفلين ستيفنز     | الولايات المتحدة | Boels Dolmans            | + 25 ث        |        |
| 4.            | ماريان فوس        | هولندا           | Rabo Liv Women           | + 43 ث        |        |
| 5.            | كورين ريفيرا      | الولايات المتحدة | UnitedHealthcare Women's | + 44 ث        |        |
| 6.            | ليا توماس         | الولايات المتحدة | Twenty16-Ridebiker       | + 47 ث        |        |
| 7.            | كاتي هال          | الولايات المتحدة | UnitedHealthcare Women's | + 52 ث        |        |
| 8.            | كلو ديجيرت        | الولايات المتحدة | Twenty16-Ridebiker       | + 56 ث        |        |
| 9.            | إيما جوهانسون     | السويد           | Wiggle High5             | + 1 د 01 ث    |        |
| 10.           | شارا جيلو         | أستراليا         | Rabo Liv Women           | + 1 د 06 ث    |        |

### مرحلة 4
أجريت في 22 مايو 2016، وامتدّت لمسافة 66 كيلومتر.
| الدراج | الدراج | البلد | الفريق | الوقت | السرعة |  |

## التصنيف العام النهائي
| التصنيف العام | التصنيف العام     | التصنيف العام    | التصنيف العام             | التصنيف العام |        |
| الدراج        | الدراج            | البلد            | الفريق                    | الوقت         | السرعة |
| ------------- | ----------------- | ---------------- | ------------------------- | ------------- | ------ |
| 1.            | ميغان غوارنير     | الولايات المتحدة | Boels Dolmans             | 8 س 00 د 31 ث |        |
| 2.            | كريستين آرمسترونغ | الولايات المتحدة | Twenty16-Ridebiker        | + 17 ث        |        |
| 3.            | إيفلين ستيفنز     | الولايات المتحدة | Boels Dolmans             | + 28 ث        |        |
| 4.            | ماريان فوس        | هولندا           | Rabo Liv Women            | + 42 ث        |        |
| 5.            | ليا توماس         | الولايات المتحدة | Twenty16-Ridebiker        | + 46 ث        |        |
| 6.            | كلو ديجيرت        | الولايات المتحدة | Twenty16-Ridebiker        | + 59 ث        |        |
| 7.            | كاتي هال          | الولايات المتحدة | UnitedHealthcare Women's  | + 1 د 01 ث    |        |
| 8.            | إيما جوهانسون     | السويد           | Wiggle High5              | + 1 د 02 ث    |        |
| 9.            | كورين ريفيرا      | الولايات المتحدة | UnitedHealthcare Women's  | + 1 د 07 ث    |        |
| 10.           | لورين ستيفنز      | الولايات المتحدة | Tibco-Silicon Valley Bank | + 1 د 25 ث    |        |

## روابط خارجية
- طواف أمجين كاليفورنيا 2016 على موقع إحصائيات الدراجات الإحترافية (الإنجليزية)